# ۲۸ شهریور
۲۸ شهریور/سنبله صد و هشتاد و سومین روز سال در گاه‌شماری خورشیدی است. به پایان سال ۱۸۲ روز (۱۸۳ روز در سال کبیسه) باقی‌است.

## رویدادها
- ۱۳۷۴ - هواپیماربایی پرواز شماره ۷۰۷ کیش‌ایر
- ۱۳۹۱. شروع نخستین لیگ حرفه‌ای باشگاه‌های فوتبال افغانستان
- ۱۴۰۱ - آغاز اعتصابات سراسری ۱۴۰۱ ایران
- ۱۴۰۱ - آغاز قطعی اینترنت در ایران

## زادروزها
- ۱۳۵۷ - رامین کریملو، خواننده و بازیگر ایرانی-کانادایی
- ۱۳۶۰ - ارشاد یوسفی، بازیکن فوتبال
- ۱۳۶۰ - مهدی حسینی‌نیا، بازیگر
- ۱۳۶۲ - میثم بائو، بازیکن فوتبال
- ۱۳۷۱ - بهنود رمضانی، از کشته‌شدگان اعتراضات جنبش سبز در چهارشنبه‌سوری ۱۳۸۹

## درگذشت‌ها
- ۱۳۸۴ - حسین شکوئی، جغرافی‌دان و بنیان‌گذار گروه جغرافیای دانشگاه ملی (ز. ۱۳۱۲)
- ۱۳۹۶ - شهناز خلیلی ایرندگانی، هنرمند سوزن دوزی
- ۱۴۰۱ - فریدون محمودی، از کشته‌شدگان خیزش ۱۴۰۱ ایران
- ۱۴۰۲ - آرش میراحمدی، بازیگر
- ۱۴۰۲ - ابراهیم کیهانی، کارگردان